# بطاقة قصوى (طوابعية)
البطاقة القصوى (الماكسيمافيلي Maximaphily )، أو الحد الأقصى من الأحجام الكبيرة من بطاقات الطوابع، وهو فرع من الطوابعية يتضمن دراسة وجمع بطاقات البريد القصوى. وهو واحد من أحد عشر تصنيفاً من الطوابع المعترف بها من قبل الاتحاد الدولي لهواة جمع الطوابع (FIP) وبالتالي فإن لهُ لجنة خاصة بهِ.
تعقد لجنة FIP Maximaphily مؤتمرًا كل سنتين حول هذا الموضوع، كان آخرها في سيؤول في عام 2014.

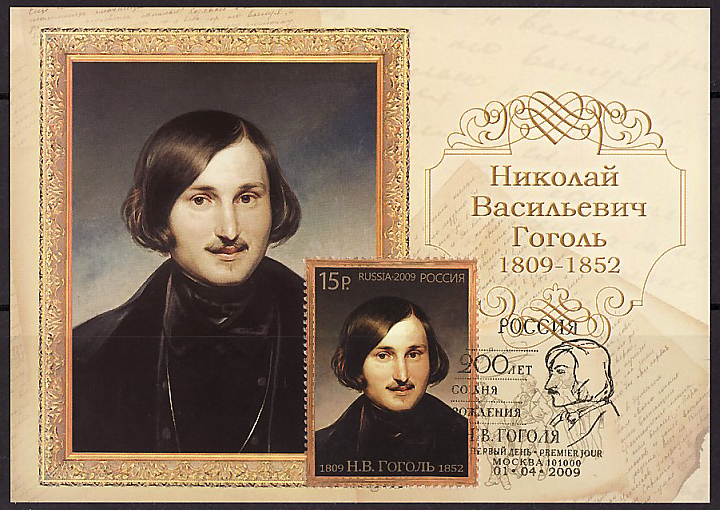
بطاقة بريد (كحد أقصى) للذكرى المئوية الثانية لميلاد نيقولاي غوغول حيث تتطابق البطاقة والطابع البريدي واليوم الأول من الإصدار

## البطاقة القصوى
في مجال هواية جمع طوابع البريد، فإن بطاقة البريد القصوى (المعروفة أيضًا باسم البطاقة القصوى) هي بطاقة بريدية وضع عليها طابع بريدي على جانب الصورة من البطاقة حيث يتطابق الطابع والبطاقة أو يكونان في أقصى درجات التطابق (التشابه). عادةً ما يرتبط الإلغاء أو الختم البريدي بالصورة الموجودة على واجهة البطاقة والطابع.
لا تصدر كل الدول بطاقات البريد بحجم كبير (على سبيل المثال الولايات المتحدة لم تصدر سوى عدد قليل جدًا) وبعض الدول التي تصدر (مثل ألمانيا) لا تصدر سوى عدد محدود من الإصدارات كل عام، بينما تصدر دول أخرى بطاقات بحجم كبير لكل طابع (مثل أستراليا).

## نبذة تاريخية
لم تطبع البطاقة القصوى بشكل منظم إلا بعد الحرب العالمية الثانية. فقبل ذلك الوقت كانت البطاقات القصوى تُصنع كجديدة، وغالبًا ما كان السائحون يصنعونها. ترتبط البطاقة القصوى ارتباطًا وثيقًا بجمع الطوابع الموضوعية، وتعزز العديد من المجموعات الموضوعية ببطاقات قصوى مناسبة.

## المواصفات
تتكون البطاقة القصوى (بطاقة ماكسي كارد، أو بطاقة ماكسي MC) من ثلاثة عناصر: البطاقة البريدية والطابع والختم البريدي. والهدف من البطاقة القصوى هو الحصول على بطاقة يكون فيها الطابع والصورة متوافقين بشكل وثيق، ومن الناحية المثالية مع إلغاء مناسب أيضًا. إذا كانت جميع العناصر الثلاثة متوافقة، فإن هذه البطاقة هي بالفعل بطاقة [توافق] قصوى (ومن هنا جاءت التسمية ماكسيمافيلي). يفضل ألا تكون الصورة الموجودة على البطاقة البريدية مجرد تكبير للصورة الموجودة على الطابع. هناك استثناءات. على سبيل المثال: غالباً ما يعرض عمل فني، مثل لوحة فنية (وليس تفصيلاً لها)، بكاملها، سواء على البطاقة البريدية أو على طابع البطاقة القصوى.

## المسابقات
أصبحت عروض بطاقات البريد الكبيرة القصوى شائعة في المعارض التنافسية لهواة جمع الطوابع، وقد وضع الاتحاد الدولي لهواة جمع الطوابع قواعد خاصة للمساعدة في الحكم على المشاركات.

## اقرأ أيضاً
- Brana, René et al. Catalogue des Cartes-Maximum de France: 1901–2007. Amiens: Yvert & Tellier, 2008 ISBN 978-2-86814-192-7 1118p.
- Cardoso, Eurico Carlos Esteves Lage. Manual do Coleccionador de Postais-Máximos. Lisbon: The Author, 1984 78p.
- Cardoso, Eurico Carlos Esteves Lage. O fascinio da maximafilia = La fascination de la maximaphilie = Fascination of Maximaphily. Lisbon: The Author, 1984 ISBN 972965641X 154p.
- Knight, Jesse F. How To Create Maximum Cards. 1996 23p.
- Les Maximaphiles Français. Les Cartes-Maximum de France: des origines à 1988. Saint-Maur-des-Fossés: les Maximaphiles français, 1989 465p.
- Rangos, Nicos. What is Maximaphily?, FIP Maximaphily Commission, 2006.

## وصلات خارجية
- FIP maximaphily regulations
- Maximaphily description
- Asia Pacific Maximaphily
- Maximum cards of bridges
- Malaysia Maximum cards by Ye Choh San
- My maxi cards collection
- Postcrossing Blog: maximum cards